# 拉斯蒂克 (康塔尔省)
拉斯蒂克（法語：Lastic，法語發音：[lastik]）是法国康塔尔省的一个市镇，属于圣弗卢尔区。

## 地理
拉斯蒂克（45°6'46"N, 3°12'36"E）面积10.47 平方千米，位于法国奥弗涅-罗讷-阿尔卑斯大区康塔爾省，该省份为法国中南部省份，位于法國中央高原中心，北起科雷兹省、上盧瓦爾省和多姆山省，西接洛特省和科雷兹省，南至阿韦龙省和洛特省，东临上盧瓦爾省和洛泽尔省。
与拉斯蒂克接壤的市镇（或旧市镇、城区）包括：瑟卢、蒙尚、拉雅德、圣蓬西、苏拉日、蒂维耶、维耶伊莱斯佩斯。

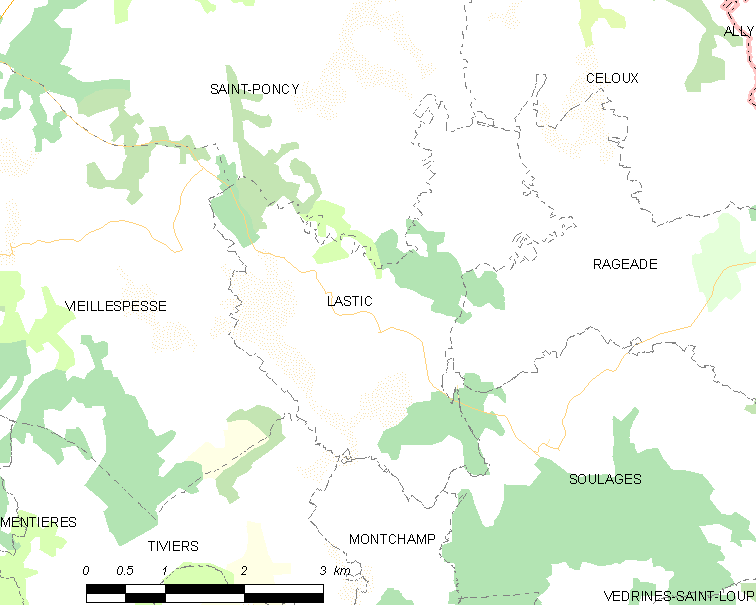
的OSM定位图

拉斯蒂克的时区为UTC+01:00、UTC+02:00（夏令时）。

## 行政
拉斯蒂克的邮政编码为15500，INSEE市镇编码为15097。

## 政治
拉斯蒂克所属的省级选区为圣弗卢尔第一县。

## 人口

1962-2008年间人口变化图示

拉斯蒂克于2022年1月1日时的人口数量为108人。